# ホ401
ホ401/ホ四〇一は第二次世界大戦中に大日本帝国陸軍が使用した航空機関砲である。日本特殊鋼が試作、昭和19年3月に審査を完了した。この砲はホ203の構造をほぼ引き継いだ口径拡大版である。二式複戦の試験搭載機に1門が積まれたほか、襲撃機型であるキ102乙の機首に搭載された。

## 概要
口径57mmの大口径大威力砲で、砲口初速500m/sと遅いものの、1発の威力はホ5で撃ち出す20mm砲弾の18発分に相当した。キ102乙に搭載された場合の携行弾数は15発ないし16発。二式複戦に試験搭載されたものは携行弾数9発である。空対空用としては2秒に1発程度の発射速度から採用が難しく、地上攻撃用となった。命中時に作られる破孔の大きさは1mから2m程度である。
キ102乙は機首の一部が砲の整備と装弾のため、切り落としたようにそっくり取り外せるようになっている。外された面からは4本のパイプ溶接で作られた支持架が伸びており、砲の中央やや後方部分と接続する。この砲身上部には16発入りの円筒状ドラムマガジンが設けられていた。駐退復座装置を持つため、発射の反動が1tかかるものの機体に損傷を与えることなく搭載が行えた。砲口にはバッフルを持つ。
昭和19年3月にキ102乙の試作1号機が完成、以後も試作機、増加試作機が完成し、これらの機体を用いて福生の航空審査部にて飛行試験が進められた。射撃試験では砲弾の初速が遅いこと、16発全弾を撃ちきることがほとんどできない作動の悪さが欠点とされた。昭和19年秋の天覧飛行の際にも射撃を行ったが2、3発で射撃が止まっている。夜間射撃の際にも難点があり、ブラスト（発砲炎）で操縦者の目がくらみ、10秒程度は何も視認できなくなった。
標的用の舟艇を射撃した飛行第三戦隊の操縦者は、弾道性が不良なために接近して射撃が必要であると評価している。このため反撃の対空砲火にさらされやすかった。他の例では、昭和20年2月に飛行第七十五戦隊がキ102乙へ機種を改変、射撃訓練でホ401を1,500mの距離から目標に3発発射し、命中率は良くなかったと評価している。飛行第四十五戦隊の対地射撃訓練では、発射速度が遅いために1回の攻撃運動で2発を撃つのがせいぜいであり、また150kgという重量が降下する機体の引き起こしを妨げたことからも、操縦者からはもてあまし気味の兵器と感じられていた。
弾種は徹甲弾、榴弾、ホ401甲と演習弾（訓練弾）である代用弾を用いた。
戦果は極めて僅かである。1945年1月または3月、審査部に所属するキ102乙が立川上空でB-29と交戦し、命中を期待せずにホ401を2発撃ったところ右翼の内側エンジンに命中した。このB-29は更に三式戦闘機が体当たりを加えてとどめを刺した。

## 搭載機
- 二式複座戦闘機
- キ102乙